# Шишовка (Кузнецкий район)
Шишовка — село в Кузнецком районе Пензенской области. Входит в состав Явлейского сельсовета.

## География
Село расположено в восточной части области на расстоянии примерно в 19 километрах по прямой к северо-востоку от районного центра Кузнецка.
Часовой пояс
Село Шишовка как и вся Пензенская область, находится в часовой зоне МСК (московское время). Смещение применяемого времени относительно UTC составляет +3:00.

## Население
| 1859 | 1911  | 1930  | 1939  | 1959 | 1979 | 1989 |
| ---- | ----- | ----- | ----- | ---- | ---- | ---- |
| 740  | ↗1026 | ↗1325 | ↘1155 | ↘526 | ↘256 | ↘182 |
| 1996 | 2002  | 2010  |       |      |      |      |
| ↘172 | ↘136  | ↘130  |       |      |      |      |

Национальный состав
Согласно результатам переписи 2002 года, в национальной структуре населения русские составляли 94 % из 136 чел..